# 134 Rezerwowa Kompania Saperów
134 Rezerwowa Kompania Saperów (134 rez. ksap) – pododdział saperów Wojska Polskiego II RP.

## Historia kompanii
134 Rezerwowa Kompania Saperów nie występowała w organizacji pokojowej Wojska Polskiego. Została sformowana w alarmie, w dniach 24-25 sierpnia 1939 roku, w Wilnie. Jednostką mobilizującą był 3 Batalion Saperów Wileńskich. Kompania została przydzielona do Armii „Łódź”. Początkowo miała być wyładowana w Pabianicach, jednak rozkazem ówczesnego Inspektora Armii, gen. dyw. Juliusza Rómmla, stację wyładowczą zmieniono przesuwając ją bardziej na zachód.